# مهدي التاجر
محمد مهدي التاجر (من مواليد 26 ديسمبر 1931)، سياسي ورجل أعمال إماراتي من أصل بحريني مقيم في المملكة المتحدة. كان أول سفير لدولة الإمارات العربية المتحدة لدى المملكة المتحدة وسفير غير مقيم لدى فرنسا. يشمل مجال عمله التمويل والملكية ويمتلك شركة هايلاند سبرينغ للمياه المعبأة.
اعتبر التاجر أحد أغنى الرجال في اسكتلندا بثروة قدرها 2.3 مليار دولار أمريكي في قائمة صنداي تايمز للأثرياء في عام 2010.

## حياته
ولد محمد مهدي التاجر في ديسمبر 1931 في البحرين وتلقى تعليمه في مدرسة بريستون للقواعد في لانكشاير. التاجر متزوج ولديه خمسة أطفال. وجد ماهر ابن مهدي التاجر مذنبا بالاعتداء على صديقته في بيت كير في عام 2009.
بيت التاجر البالغ مساحته 15 ألف فدان الموجود في بيرثشاير باسكتلندا تعود ملكيته إلى شركته مقاولات بارك تاور القابضة المعفية من الضرائب والتي يقع مقرها في ليختنشتاين. يمتلك التاجر أيضا شيراتون بارك تاور في لندن على طريق 101 نايتسبريدج بالقرب هايد بارك و قلعة ميريوورث في كنت والذي اشتراه في عام 1976 مقابل 1.2 مليون دولار أمريكي.
في ثمانينات القرن العشرين حاول التوسط في اتفاق سلام في الحرب الأهلية اللبنانية مع شريكه هاني سلام.
للتاجر مجموعة واسعة من التحف الفضية والسجاد. في عام 1993 دفعت شركة التاجر سعر قياسي لقطعة من الفضة في مزاد علني عندما اشترى ثريا فضية مصنوعة من قبل بالتازار فريدريش بيرنس مقابل 3.15 مليون دولار أمريكي في دار كريستيز بموناكو. أسس التاجر مشروع مشترك مع دار مزادات بونهامز للفنون الجميلة لفتح مكتب لها في دبي.

## السيرة التجارية
عينه راشد بن سعيد آل مكتوم رئيسا للجمارك في دبي ثم أصبح أحد المستشارين الأكثر ثقة لراشد ثم تم تعيينه أول سفير للإمارات لدى المملكة المتحدة عندما تأسست الإمارات في عام 1971. تم توثيق مآثر التاجر كمفاوض تحت اسم مستعار في رواية دبي من قبل روبين مور في عام 1976. في عام 1963 أصبح التاجر مدير شؤون البترول لدى راشد وبفعالية أقوى رجل في دبي بعد راشد نفسه. استقال التاجر من منصبه في عام 1981 بعد اعتلال صحة راشد وانحسار سلطته الشخصية بصعود نجم أبنائه. بقي التاجر سفير الإمارات لدى المملكة المتحدة حتى عام 1987.
في لندن في أواخر الستينات تم تقديم رجل الأعمال المصري محمد الفايد للتاجر عن طريق رجل الأعمال العراقي سالم أبو علوان. أخبر التاجر الفايد أن دبي مفلسة وبحاجة إلى اقتراض 1.4 مليون دولار أمريكي لبناء مرافق ميناء حديث مستقبلي. حصل الفايد على قرض بقيمة 12.5 مليون دولار من المحامي الأمريكي إيمري روتشليتز. تسبب الأصل اليهودي لروتشليتز في إحراج التاجر وتسبب في وقت لاحق إلى رفض عرض الفايد للشراكة رسميا. حصل الفايد مليوني دولار أمريكي عمولة من عقد للشركة الهندسية البريطانية كوستين لتنفيذ أعمال تحسين للميناء. ساعد الفايد أيضا على تأمين التمويل اللازم لمركز دبي التجاري العالمي. بحلول منتصف السبعينات حصلت شركة كوستين على ما يزيد على 289 مليون دولار أمريكي من العقود بفضل الفايد والتاجر. كان نفوذ التاجر في دبي تراجع قبل عام 1977 وتم استبعاد الفايد من لجنة إنشاء مصهر الألمنيوم الجديد وتطوير منطقة جبل علي وتعرض أرباح كوستين في المستقبل للخطر. في عام 1993 زار محمد بن علي العبار مدير دائرة دبي للتنمية الاقتصادية الفايد في مكتبه في متجر هارودز. تم تعيين العبار من قبل مكتوم بن راشد آل مكتوم للقضاء على نظام المدفوعات الواسع من العقود السابقة. اعترض التاجر في المحاكم البريطانية على تسديد الأرباح المزعومة المفرطة المكتسبة من بناء مصهر للألمنيوم في دبي واستهدف الفايد على عقد إدارته لمركز دبي التجاري العالمي.
تسبب بناء مصهر للألمنيوم دبي في استبعاد التاجر من قبل أبناء راشد. في الحكم في قضية من قبل المحكمة البريطانية فإن التاجر تآمر للاحتيال على شركة دبي للألمنيوم بملايين الدولارات في تواطؤ مع تاجر السلع مارك ريتش الذي يمتلك منزل في سويسرا.
يملك التاجر شركة تعبئة الزجاج في دبي ومصرف خاص معفي من الضرائب في جزر كايمان.